# Оскар (кинопремия, 1955)
27-я церемония вручения наград премии «Оскар» за заслуги в области кинематографа за 1954 год состоялась 30 марта 1955 года в RKO Pantages Theatre (Голливуд, Лос-Анджелес, Калифорния). Номинанты были объявлены 12 февраля 1955 года.
Лучшим фильмом была признана кинокартина Элиа Казана «В порту», получившая 8 «Оскаров», включая статуэтки в других основных номинациях: за лучшую режиссуру, лучшую мужскую роль (Марлон Брандо), женскую роль второго плана (Эва Мари Сейнт) и лучший оригинальный сценарий (Бадд Шульберг). Фильм поравнялся с рекордом по количеству наград, установленным в 1940 году мелодрамой «Унесённые ветром», и с повторившей это достижение на прошлой церемонии кинокартиной «Отныне и во веки веков».

## Статистика
Фильмы, получившие несколько номинаций и наград
| Фильм                                                                        | номинации | награды |
| ---------------------------------------------------------------------------- | --------- | ------- |
| • В порту / On the Waterfront                                                | 12        | 8       |
| • Деревенская девушка / The Country Girl                                     | 7         | 2       |
| • Бунт на «Кейне» / The Caine Mutiny                                         | 7         | -       |
| • Великий и могучий / The High and the Mighty                                | 6         | 1       |
| • Сабрина / Sabrina                                                          | 6         | 1       |
| • Звезда родилась / A Star Is Born                                           | 6         | -       |
| • Семь невест для семерых братьев / (англ.)                                  | 5         | 1       |
| • Окно во двор / Rear Window                                                 | 4         | -       |
| • Административная власть / Executive Suite                                  | 4         | -       |
| • Три монеты в фонтане / Three Coins in the Fountain                         | 3         | 2       |
| • 20 000 лье под водой / 20,000 Leagues Under the Sea                        | 3         | 2       |
| • История Гленна Миллера / The Glenn Miller Story                            | 3         | 1       |
| • Нет лучше бизнеса, чем шоу-бизнес / There's No Business Like Show Business | 3         | -       |
| • Бригадун / Brigadoon                                                       | 3         | -       |
| • Босоногая графиня / The Barefoot Contessa                                  | 2         | 1       |
| • Сломанное копьё / Broken Lance                                             | 2         | 1       |
| • Кармен Джонс / Carmen Jones                                                | 2         | -       |
| • Женевьева / Genevieve                                                      | 2         | -       |
| • Серебряная чаша / The Silver Chalice                                       | 2         | -       |
| • Здесь спала Сьюзен / Susan Slept Here                                      | 2         | -       |
| • Дезире: Любовь императора Франции / Désirée                                | 2         | -       |
| • Jet Carrier (док.)                                                         | 2         | -       |
| • Врата ада / 地獄門                                                         | 1         | 2       |
| • Маленькие похитители / The Little Kidnappers                               | -         | 2       |

## Список лауреатов и номинантов
★ Победители выделены отдельным цветом. 

### Основные категории
| Категории                                                                    | Лауреаты и номинанты                                                                     | Лауреаты и номинанты                                             |
| ---------------------------------------------------------------------------- | ---------------------------------------------------------------------------------------- | ---------------------------------------------------------------- |
| Лучший фильм                                                                 | ★ В порту (продюсер: Сэм Шпигель)                                                        | ★ В порту (продюсер: Сэм Шпигель)                                |
| Лучший фильм                                                                 | • Бунт на «Кейне» (продюсер: Стэнли Крамер)                                              |                                                                  |
| Лучший фильм                                                                 | • Деревенская девушка (продюсер: Уильям Перлберг)                                        |                                                                  |
| Лучший фильм                                                                 | • Семь невест для семерых братьев (продюсер: Джек Каммингс)                              |                                                                  |
| Лучший фильм                                                                 | • Три монеты в фонтане (продюсер: Сол Си Сигел)                                          |                                                                  |
| Лучший режиссёр                                                              |                                                                                          | ★ Элиа Казан за фильм «В порту»                                  |
| Лучший режиссёр                                                              | • Джордж Ситон — «Деревенская девушка»                                                   |                                                                  |
| Лучший режиссёр                                                              | • Уильям Уэллман — «Великий и могучий»                                                   |                                                                  |
| Лучший режиссёр                                                              | • Альфред Хичкок — «Окно во двор»                                                        |                                                                  |
| Лучший режиссёр                                                              | • Билли Уайлдер — «Сабрина»                                                              |                                                                  |
| Лучший актёр                                                                 |                                                                                          | ★ Марлон Брандо — «В порту» (за роль Терри Маллоя)               |
| Лучший актёр                                                                 | • Хамфри Богарт — «Бунт на „Кейне“» (за роль лейтенант-коммандера Филипа Фрэнсиса Квига) |                                                                  |
| Лучший актёр                                                                 | • Бинг Кросби — «Деревенская девушка» (за роль Фрэнка Элджина)                           |                                                                  |
| Лучший актёр                                                                 | • Джеймс Мэйсон — «Звезда родилась» (за роль Нормана Мэйна)                              |                                                                  |
| Лучший актёр                                                                 | • Дан О’Херлихи — «Робинзон Крузо» (за роль Робинзона Крузо)                             |                                                                  |
| Лучшая актриса                                                               |                                                                                          | ★ Грейс Келли — «Деревенская девушка» (за роль Джорджи Элджин)   |
| Лучшая актриса                                                               | • Дороти Дэндридж — «Кармен Джонс» (за роль Кармен Джонс)                                |                                                                  |
| Лучшая актриса                                                               | • Джуди Гарленд — «Звезда родилась» (за роль Эстер Блоджетт / Вики Лестер)               |                                                                  |
| Лучшая актриса                                                               | • Одри Хепбёрн — «Сабрина» (за роль Сабрины Фэйрчайлд)                                   |                                                                  |
| Лучшая актриса                                                               | • Джейн Уайман — «Великолепная одержимость» (за роль Хелен Филлипс)                      |                                                                  |
| Лучший актёр второго плана                                                   |                                                                                          | ★ Эдмонд О’Брайен — «Босоногая графиня» (за роль Оскара Малдуна) |
| Лучший актёр второго плана                                                   | • Ли Джей Кобб — «В порту» (за роль Джонни Френдли)                                      |                                                                  |
| Лучший актёр второго плана                                                   | • Карл Молден — «В порту» (за роль отца Берри)                                           |                                                                  |
| Лучший актёр второго плана                                                   | • Род Стайгер — «В порту» (за роль Чарли Маллоя)                                         |                                                                  |
| Лучший актёр второго плана                                                   | • Том Талли — «Бунт на „Кейне“» (за роль коммандера Деврисса)                            |                                                                  |
| Лучшая актриса второго плана                                                 |                                                                                          | ★ Эва Мари Сейнт — «В порту» (за роль Эди Дойл)                  |
| Лучшая актриса второго плана                                                 | • Нина Фох — «Административная власть» (за роль Эрики Мартин)                            |                                                                  |
| Лучшая актриса второго плана                                                 | • Кэти Хурадо — «Сломанное копьё» (за роль сеньоры Деверо)                               |                                                                  |
| Лучшая актриса второго плана                                                 | • Джен Стерлинг — «Великий и могучий» (за роль Салли Мак-Ки)                             |                                                                  |
| Лучшая актриса второго плана                                                 | • Клер Тревор — «Великий и могучий» (за роль Мэй Холст)                                  |                                                                  |
| Лучший оригинальный сценарий (англ. Best Writing, Story and Screenplay)      |                                                                                          | ★ Бадд Шульберг — «В порту»                                      |
| Лучший оригинальный сценарий (англ. Best Writing, Story and Screenplay)      | • Джозеф Л. Манкевич — «Босоногая графиня»                                               |                                                                  |
| Лучший оригинальный сценарий (англ. Best Writing, Story and Screenplay)      | • Уильям Роуз — «Женевьева»                                                              |                                                                  |
| Лучший оригинальный сценарий (англ. Best Writing, Story and Screenplay)      | • Валентайн Дейвис и Оскар Бродни — «История Гленна Миллера»                             |                                                                  |
| Лучший оригинальный сценарий (англ. Best Writing, Story and Screenplay)      | • Норман Панама и Мелвин Фрэнк — «Стучи по дереву»                                       |                                                                  |
| Лучший адаптированный сценарий (англ. Best Writing, Screenplay)              | ★ Джордж Ситон — «Деревенская девушка»                                                   | ★ Джордж Ситон — «Деревенская девушка»                           |
| Лучший адаптированный сценарий (англ. Best Writing, Screenplay)              | • Стэнли Робертс — «Бунт на „Кейне“»                                                     |                                                                  |
| Лучший адаптированный сценарий (англ. Best Writing, Screenplay)              | • Джон Майкл Хейс — «Окно во двор»                                                       |                                                                  |
| Лучший адаптированный сценарий (англ. Best Writing, Screenplay)              | • Билли Уайлдер, Сэмьюэл А. Тейлор и Эрнест Леман — «Сабрина»                            |                                                                  |
| Лучший адаптированный сценарий (англ. Best Writing, Screenplay)              | • Альберт Хэкетт, Фрэнсис Гудрич и Дороти Кингсли — «Семь невест для семерых братьев»    |                                                                  |
| Лучший литературный первоисточник (англ. Best Writing, Motion Picture Story) | ★ Филип Йордан — «Сломанное копьё»                                                       | ★ Филип Йордан — «Сломанное копьё»                               |
| Лучший литературный первоисточник (англ. Best Writing, Motion Picture Story) | • Этторе Мария Маргадонна — «Хлеб, любовь и фантазия»                                    |                                                                  |
| Лучший литературный первоисточник (англ. Best Writing, Motion Picture Story) | • Франсуа Буайе — «Запрещённые игры»                                                     |                                                                  |
| Лучший литературный первоисточник (англ. Best Writing, Motion Picture Story) | • Джед Харрис и Том Рид — «Ночные люди»                                                  |                                                                  |
| Лучший литературный первоисточник (англ. Best Writing, Motion Picture Story) | • Ламар Тротти (посмертно) — «Нет такого бизнеса, как шоу-бизнес»                        |                                                                  |

### Другие категории
| Категории                                                        | Лауреаты и номинанты | Лауреаты и номинанты                                                                          |
| ---------------------------------------------------------------- | --- | --------------------------------------------------------------------------------------------- |
| Лучшая музыка: Саундтрек к драматическому или комедийному фильму | | ★ Дмитрий Тёмкин — «Великий и могучий»                                                        |
| Лучшая музыка: Саундтрек к драматическому или комедийному фильму | • Макс Стайнер — «Бунт на „Кейне“»                                                                                             |                                                                                               |
| Лучшая музыка: Саундтрек к драматическому или комедийному фильму | • Ларри Адлер — «Женевьева» |                                                                                               |
| Лучшая музыка: Саундтрек к драматическому или комедийному фильму | • Леонард Бернстайн — «В порту»                                                                                                |                                                                                               |
| Лучшая музыка: Саундтрек к драматическому или комедийному фильму | • Франц Ваксман — «Серебряная чаша»                                                                                            |                                                                                               |
| Лучшая музыка: Саундтрек к музыкальному фильму                   | ★ Адольф Дойч и Сол Чаплин — «Семь невест для семерых братьев»                                                                 | ★ Адольф Дойч и Сол Чаплин — «Семь невест для семерых братьев»                                |
| Лучшая музыка: Саундтрек к музыкальному фильму                   | • Хершел Бурк Гилберт — «Кармен Джонс»                                                                                         |                                                                                               |
| Лучшая музыка: Саундтрек к музыкальному фильму                   | • Джозеф Гершенсон и Генри Манчини — «История Гленна Миллера»                                                                  |                                                                                               |
| Лучшая музыка: Саундтрек к музыкальному фильму                   | • Рэй Хайндорф — «Звезда родилась»                                                                                             |                                                                                               |
| Лучшая музыка: Саундтрек к музыкальному фильму                   | • Альфред Ньюман и Лайонел Ньюман — «Нет такого бизнеса, как шоу-бизнес»                                                       |                                                                                               |
| Лучшая песня к фильму                                            | ★ Three Coins in the Fountain — «Три монеты в фонтане» — музыка: Жюль Стайн, слова: Сэмми Кан                                  | ★ Three Coins in the Fountain — «Три монеты в фонтане» — музыка: Жюль Стайн, слова: Сэмми Кан |
| Лучшая песня к фильму                                            | • Count Your Blessings Instead of Sheep — «Светлое Рождество» — музыка и слова: Ирвинг Берлин                                  |                                                                                               |
| Лучшая песня к фильму                                            | • The High and the Mighty — «Великий и могучий» — музыка: Дмитрий Тёмкин, слова: Нед Вашингтон                                 |                                                                                               |
| Лучшая песня к фильму                                            | • Hold My Hand — «Здесь спала Сьюзен» — музыка и слова: Джек Лоуренс и Ричард Майерс                                           |                                                                                               |
| Лучшая песня к фильму                                            | • The Man That Got Away — «Звезда родилась» — музыка: Гарольд Арлен, слова: Айра Гершвин                                       |                                                                                               |
| Лучший монтаж                                                    | ★ Джин Милфорд — «В порту» | ★ Джин Милфорд — «В порту»                                                                    |
| Лучший монтаж                                                    | • Уильям А. Лион и Генри Батиста — «Бунт на „Кейне“»                                                                           |                                                                                               |
| Лучший монтаж                                                    | • Ральф Доусон — «Великий и могучий»                                                                                           |                                                                                               |
| Лучший монтаж                                                    | • Ральф Э. Уинтерс — «Семь невест для семерых братьев»                                                                         |                                                                                               |
| Лучший монтаж                                                    | • Эльмо Уильямс — «20 000 лье под водой»                                                                                       |                                                                                               |
| Лучшая операторская работа (Чёрно-белый фильм)                   | ★ Борис Кауфман — «В порту» | ★ Борис Кауфман — «В порту»                                                                   |
| Лучшая операторская работа (Чёрно-белый фильм)                   | • Джон Ф. Уоррен — «Деревенская девушка»                                                                                       |                                                                                               |
| Лучшая операторская работа (Чёрно-белый фильм)                   | • Джордж Джей Фолси — «Административная власть»                                                                                |                                                                                               |
| Лучшая операторская работа (Чёрно-белый фильм)                   | • Джон Ф. Зейтц — «Полицейский-мошенник»                                                                                       |                                                                                               |
| Лучшая операторская работа (Чёрно-белый фильм)                   | • Чарльз Лэнг — «Сабрина» |                                                                                               |
| Лучшая операторская работа (Цветной фильм)                       | ★ Милтон Р. Крэснер — «Три монеты в фонтане»                                                                                   | ★ Милтон Р. Крэснер — «Три монеты в фонтане»                                                  |
| Лучшая операторская работа (Цветной фильм)                       | • Леон Шамрой — «Египтянин» |                                                                                               |
| Лучшая операторская работа (Цветной фильм)                       | • Роберт Бёркс — «Окно во двор»                                                                                                |                                                                                               |
| Лучшая операторская работа (Цветной фильм)                       | • Джордж Джей Фолси — «Семь невест для семерых братьев»                                                                        |                                                                                               |
| Лучшая операторская работа (Цветной фильм)                       | • Уильям В. Сколл — «Серебряная чаша»                                                                                          |                                                                                               |
| Лучшая работа художника (Чёрно-белый фильм)                      | ★ Ричард Дэй — «В порту» | ★ Ричард Дэй — «В порту»                                                                      |
| Лучшая работа художника (Чёрно-белый фильм)                      | • Хэл Перейра, Роланд Андерсон (постановщики), Сэм Комер, Грэйс Грегори (декораторы) — «Деревенская девушка»                   |                                                                                               |
| Лучшая работа художника (Чёрно-белый фильм)                      | • Седрик Гиббонс, Эдвард Карфанго (постановщики), Эдвин Б. Уиллис, Эмиль Кури (декораторы) — «Административная власть»         |                                                                                               |
| Лучшая работа художника (Чёрно-белый фильм)                      | • Макс Офюльс — «Наслаждение»                                                                                                  |                                                                                               |
| Лучшая работа художника (Чёрно-белый фильм)                      | • Хэл Перейра, Уолтер Х. Тайлер (постановщики), Сэм Комер, Рэй Мойер (декораторы) — «Сабрина»                                  |                                                                                               |
| Лучшая работа художника (Цветной фильм)                          | ★ Джон Миэн (постановщик), Эмиль Кури (декоратор) — «20 000 лье под водой»                                                     | ★ Джон Миэн (постановщик), Эмиль Кури (декоратор) — «20 000 лье под водой»                    |
| Лучшая работа художника (Цветной фильм)                          | • Седрик Гиббонс, Э. Престон Амес (постановщики), Эдвин Б. Уиллис, Ф. Кеог Глисон (декораторы) — «Бригадун»                    |                                                                                               |
| Лучшая работа художника (Цветной фильм)                          | • Лайл Р. Уилер, Лелэнд Фуллер (постановщики), Уолтер М. Скотт, Пол С. Фокс (декораторы) — «Дезире: Любовь императора Франции» |                                                                                               |
| Лучшая работа художника (Цветной фильм)                          | • Хэл Перейра, Роланд Андерсон (постановщики), Сэм Комер, Рэй Мойер (декораторы) — «Красные подвязки»                          |                                                                                               |
| Лучшая работа художника (Цветной фильм)                          | • Малкольм Берт, Джин Аллен, Ирен Шарафф (постановщики), Джордж Джеймс Хопкинс (декоратор) — «Звезда родилась»                 |                                                                                               |
| Лучший дизайн костюмов (Чёрно-белый фильм)                       | ★ Эдит Хэд — «Сабрина» | ★ Эдит Хэд — «Сабрина»                                                                        |
| Лучший дизайн костюмов (Чёрно-белый фильм)                       | • Жорж Анненков и Розин Деламар — «Мадам де…»                                                                                  |                                                                                               |
| Лучший дизайн костюмов (Чёрно-белый фильм)                       | • Хелен Роуз — «Административная власть»                                                                                       |                                                                                               |
| Лучший дизайн костюмов (Чёрно-белый фильм)                       | • Кристиан Диор — «Вокзал Термини»                                                                                             |                                                                                               |
| Лучший дизайн костюмов (Чёрно-белый фильм)                       | • Жан Луи — «Это должно случиться с вами»                                                                                      |                                                                                               |
| Лучший дизайн костюмов (Цветной фильм)                           | ★ Санцо Вада — «Врата ада» | ★ Санцо Вада — «Врата ада»                                                                    |
| Лучший дизайн костюмов (Цветной фильм)                           | • Ирен Шарафф — «Бригадун» |                                                                                               |
| Лучший дизайн костюмов (Цветной фильм)                           | • Чарльз Ле Мэр и Рене Юбер — «Дезире: Любовь императора Франции»                                                              |                                                                                               |
| Лучший дизайн костюмов (Цветной фильм)                           | • Жан Луи, Мэри Энн Нюберг и Ирен Шарафф — «Звезда родилась»                                                                   |                                                                                               |
| Лучший дизайн костюмов (Цветной фильм)                           | • Чарльз Ле Мэр, Травилла и Майлз Уайт — «Нет такого бизнеса, как шоу-бизнес»                                                  |                                                                                               |
| Лучший звук                                                      | ★ Лесли И. Кэри (Universal-International SSD) — «История Гленна Миллера»                                                       | ★ Лесли И. Кэри (Universal-International SSD) — «История Гленна Миллера»                      |
| Лучший звук                                                      | • Уэсли Си Миллер (Metro-Goldwyn-Mayer SSD) — «Бригадун»                                                                       |                                                                                               |
| Лучший звук                                                      | • Джон П. Ливадари (Columbia SSD) — «Бунт на „Кейне“»                                                                          |                                                                                               |
| Лучший звук                                                      | • Лорен Л. Райдер (Paramount SSD) — «Окно во двор»                                                                             |                                                                                               |
| Лучший звук                                                      | • Джон Аалберг (RKO Radio SSD) — «Здесь спала Сьюзен»                                                                          |                                                                                               |
| Лучшие спецэффекты                                               | ★ Walt Disney Studios — «20 000 лье под водой»                                                                                 | ★ Walt Disney Studios — «20 000 лье под водой»                                                |
| Лучшие спецэффекты                                               | • 20th Century-Fox Studio — «Ад в открытом море»                                                                               |                                                                                               |
| Лучшие спецэффекты                                               | • Warner Bros. Studio — «Они!»                                                                                                 |                                                                                               |
| Лучший документальный полнометражный фильм                       | ★ «Исчезающая прерия» / The Vanishing Prairie (продюсер: Уолт Дисней)                                                          | ★ «Исчезающая прерия» / The Vanishing Prairie (продюсер: Уолт Дисней)                         |
| Лучший документальный полнометражный фильм                       | • The Stratford Adventure / The Stratford Adventure (продюсер: Гай Гловер)                                                     |                                                                                               |
| Лучший документальный короткометражный фильм                     | ★ «Дети четверга» / Thursday’s Children (World Wide Pictures and Morse Films)                                                  | ★ «Дети четверга» / Thursday’s Children (World Wide Pictures and Morse Films)                 |
| Лучший документальный короткометражный фильм                     | • Jet Carrier / Jet Carrier (продюсер: Отто Лэнг)                                                                              |                                                                                               |
| Лучший документальный короткометражный фильм                     | • Рембрандт: автопортрет / Rembrandt: A Self-Portrait (продюсер: Морри Ройзман)                                                |                                                                                               |
| Лучший короткометражный фильм, снятый на 1 бобину                | ★ «Век механики» / This Mechanical Age (продюсер: Роберт Янгсон)                                                               | ★ «Век механики» / This Mechanical Age (продюсер: Роберт Янгсон)                              |
| Лучший короткометражный фильм, снятый на 1 бобину                | • / The First Piano Quartette (продюсер: Отто Лэнг)                                                                            |                                                                                               |
| Лучший короткометражный фильм, снятый на 1 бобину                | • / The Strauss Fantasy (продюсер: Джонни Грин)                                                                                |                                                                                               |
| Лучший короткометражный фильм, снятый на 2 бобины                | ★ «Время без войны» / A Time Out of War (продюсеры: Денис Сэндерс и Терри Сандерс)                                             | ★ «Время без войны» / A Time Out of War (продюсеры: Денис Сэндерс и Терри Сандерс)            |
| Лучший короткометражный фильм, снятый на 2 бобины                | • Красавица и бык / Beauty and the Bull (продюсер: Седрик Френсис)                                                             |                                                                                               |
| Лучший короткометражный фильм, снятый на 2 бобины                | • Jet Carrier / Jet Carrier (продюсер: Отто Лэнг)                                                                              |                                                                                               |
| Лучший короткометражный фильм, снятый на 2 бобины                | • Сиам — страна и люди / Siam (продюсер: Уолт Дисней)                                                                          |                                                                                               |
| Лучший короткометражный фильм (мультипликация)                   | ★ «Полёт мистера Магу» / When Magoo Flew (продюсер: Стивен Босустоу)                                                           | ★ «Полёт мистера Магу» / When Magoo Flew (продюсер: Стивен Босустоу)                          |
| Лучший короткометражный фильм (мультипликация)                   | • Сумасшедший разнородный щенок / Crazy Mixed Up Pup (продюсер: Уолтер Ланц)                                                   |                                                                                               |
| Лучший короткометражный фильм (мультипликация)                   | • Свиньи или нет? / Pigs Is Pigs (продюсер: Уолт Дисней)                                                                       |                                                                                               |
| Лучший короткометражный фильм (мультипликация)                   | • Sandy Claws / Sandy Claws (продюсер: Эдвард Селзер)                                                                          |                                                                                               |
| Лучший короткометражный фильм (мультипликация)                   | • Защищайтесь, месье Кот! / Touché, Pussy Cat! (продюсер: Фред Куимби)                                                         |                                                                                               |

### Специальные награды
| Награда                                               | Лауреаты | Лауреаты |
| ----------------------------------------------------- | --- | --- |
| Почётная награда за лучший фильм на иностранном языке | ★ «Врата ада» ( Япония) — лучшему фильму на иностранном языке, впервые показанному в США в 1954 году. | ★ «Врата ада» ( Япония) — лучшему фильму на иностранном языке, впервые показанному в США в 1954 году.                                                |
| Почётная награда                                      | ★ Bausch & Lomb Optical Company — за их вклад в развитие киноиндустрии. (for their contributions to the advancement of the motion picture industry.) | ★ Bausch & Lomb Optical Company — за их вклад в развитие киноиндустрии. (for their contributions to the advancement of the motion picture industry.) |
| Почётная награда                                      | ★ Кемп Р. Нивер — за усовершенствование системы «Rennovare Process», служащей делу реставрационного процесса, что сделало возможным восстановление киноколлекции Библиотеки Конгресса. (for the development of the Renovare Process which has made possible the restoration of the Library of Congress Paper Film Collection) | |
| Почётная награда                                      | ★ Грета Гарбо — за незабываемые образы, созданные ею на киноэкране. (for her unforgettable screen performances.) | Грета Гарбо |
| Почётная награда                                      | ★ Дэнни Кей — за его неподражаемый талант, службу Академии, киноиндустрии и американскому народу. (for his unique talents, his service to the Academy, the motion picture industry, and the American people.) | Дэнни Кей |
| Почётная награда                                      | ★ Джон Уайтели — юному актёру за отличное исполнение роли в фильме «Маленькие похитители». (for his outstanding juvenile performance in The Little Kidnappers.) | |
| Почётная награда                                      | ★ Винсент Винтер — юному актёру за отличное исполнение роли в фильме «Маленькие похитители». | |